# Arthur De Hovre
Arthur Jan Frans De Hovre (Oudenaarde, 4 december 1868 – Ledeberg, 13 januari 1931) was een Belgisch organist en muziekpedagoog.
Hij was zoon van Camille-Joseph De Hovre (1841-1879) en Maria Octavia Van de Mergel. Vader was koster en organist van de Sint Walburgiskerk in Oudenaarde, pianoleraar aan de muziekschool en dirigent van de harmonie van Etikhove. Zijn broers Victor De Hovre en Kamiel De Hovre werden eveneens organist, die laatste in Zuid-Afrika.
Zijn eerste orgellessen kreeg hij van grootvader Jean-Baptiste De Hovre (1806-1888), die het vak weer van zijn vader François-Joseph De Hovre had geleerd. Hij kreeg zijn algemene muziekopleiding aan het Gents conservatorium nadat hij eerst een rijksnormaalschool had afgerond. Hij werd leerling van Jozef Tilborghs, die hij later zou opvolgen. Zijn afstudeerproject was de uitvoering van een door hem zelf gecomponeerde sonate. Hij ging vervolgens aan de slag als organist te Lokeren, Ronse en Ledeberg. Op 19 februari 1902 begon hij als docent orgel aan het Antwerps conservatorium. Hij werd geselecteerd uit een grote groep sollicitanten en moest daarbij grote kennis aan de dag stellen over de muziek van Johann Sebastian Bach; hij werd afgetekend de beste bevonden en kon zodoende Joseph Callaerts opvolgen. Hij leverde een hele ris leerlingen op waaronder Jef Van Hoof, Ivo Mortelmans, Firmin Swinnen en Renaat Veremans. Naast genoemde functie in Antwerpen bestierde hij ook de muziekacademie in Lokeren. In de periode tussen februari 1916 en november 1918 moest hij verstek laten gaan in Antwerpen; hij kreeg geen reispas om van Gent naar Antwerpen te reizen.
In 1930 werd hij ziek, zijn tijdelijke invaller Emile Wambach was ook al zijn stand-in geweest tijdens de genoemde periode. Na zijn dood in 1931 werd een definitieve opvolger benoemd: Alexander Papen.
Van zijn hand verschenen diverse Marialiederen, liederen op tekst van Guido Gezelle en Lambrecht Lambrechts (Heildronk: Fiere brouwers van den lande, ziet mij zwaaien met mijn kroezen) en orgelwerken.
- Gemeinsame Normdatei: 1160485631
- MusicBrainz: 6426151f-1f49-4e97-9c69-aaa65c88d7a2
- Virtual International Authority File: 1932152865729904940005
- WorldCat: E39PBJdrFqHrDc3pc3QbKY8pyd